# Hanni et Nanni
Pour plus de détails, voir Fiche technique et Distribution.
Hanni et Nanni (Hanni und Nanni) est un film allemand réalisé par Christine Hartmann, sorti en 2010.

## Synopsis
Les aventures de deux malicieuses jumelles, Hanni et Nanni, qui intègrent un pensionnat après avoir été renvoyées de leur école.

## Fiche technique
- Titre : Hanni et Nanni
- Titre original : Hanni und Nanni
- Réalisation : Christine Hartmann
- Scénario : Jane Ainscough et Katharina Reschke d'après Deux jumelles d'Enid Blyton
- Musique : Alex Geringas et Joachim Schlüter
- Photographie : Alexander Fischerkoesen
- Montage : Horst Reiter
- Production : Wolf Bauer, Gesa Engel, Hermann Florin, Thomas Peter Friedl, Nico Hofmann, Ariane Krampe, Emmo Lempert, Jürgen Schuster et Ingo Weis
- Société de production : Gesellschaft für feine Filme, UFA Fiction et ZDF
- Pays :  Allemagne
- Genre : Aventure et drame
- Durée : 85 minutes
- Dates de sortie : 
  -  Allemagne : 17 juin 2010

## Distribution
- Sophia Münster : Hanni
- Jana Münster : Nanni
- Hannelore Elsner : Mme. Theobald
- Heino Ferch : George Sullivan
- Suzanne von Borsody : Mme. Mägerlein
- Anja Kling : Jule Sullivan
- Katharina Thalbach : Mlle. Bertoux
- Oliver Pocher : Rüdiger Hack
- Zoe Thurau : Jenny
- Aleen Jana Kötter : Erika
- Lisa Vicari : Suse
- Ricarda Zimmerer : Kathrin
- Emelie Kundrun : Oktavia
- Eva Haushofer : Antonia
- Davina Schmid : Linda Turn
- Sophia Thomalla : Silke
- Monika Manz : la mère Hubertus
- Joram Voelklein : le directeur Werner
- Franca Bolenga : Sophia
- Kevin Iannotta : Marc
- Amina Heinemann : Winni
- Sunnyi Melles : la mère d'Erika
- Maxine Göbel : Letitia

## Box-office
Le film a fait 870 000 entrées au box-office allemand.